# Рајнстадион
Рајнстадион био је вишенаменски стадион у Дизелдорфу, Немачка. Стадион је изграђен, у близини реке Рајне, 1926. године и на крају свог животног века стадион је примао 54.000 људи.
Био је то домаћи терен за Фортуну Диселдорф од 1953. до 1970. и 1972–2002. Коришћен је током Светског првенства у фудбалу 1974. и Европског првенства 1988. Рајнеин фајер, из Светске лиге америчког фудбала, је 1995. године постао закупац у својој инаугурационој сезони. Био је домаћин Ворлд Бовла '99 и Ворлд Бовла X.
Хеви метал група Металика је наступила на стадиону током турнеје Nowhere Else to Roam 20. маја 1993. године, са The Cult (музичка група) и Suicidal Tendencies као предгрупама.
Стадион је срушена у лето 2002, после утакмице Светског Бовл X првенства, а замењена је Меркур Шпил-ареном 2004. године

## Утакмице СП 1974. и ЕП 1988.

### Светско првенство 1974.
| Датум         | Време (ЦЕТ) | Тим #1          | Резултат | Тим #2          | Фаза    | Посета |
| ------------- | ----------- | --------------- | -------- | --------------- | ------- | ------ |
| 15. јун 1974. | 16:00       | Шведска         | 0 : 0    | Бугарска        | Група 3 | 23.800 |
| 23. јун 1974. | 16:00       | Шведска         | 3 : 0    | Уругвај         | Група 3 | 28.300 |
| 26. јун 1974. | 16:00       | Југославија     | 0 : 2    | Западна Немачка | Група Б | 67.385 |
| 30. јун 1974. | 19:30       | Западна Немачка | 4 : 2    | Шведска         | Група Б | 67,800 |
| 3. јул 1974.  | 19:30       | Шведска         | 2 : 1    | Југославија     | Група Б | 41.300 |

### Европско првенство 1988.
| Датум         | Време (ЦЕТ) | Тим #1          | Резултат | Тим #2    | Фаза                  | Посета |
| ------------- | ----------- | --------------- | -------- | --------- | --------------------- | ------ |
| 10. јун 1988. | 20:15       | Западна Немачка | 1 : 1    | Италија   | Група 1 (отварање ЕП) | 62.552 |
| 15. јун 1988. | 17:15       | Енглеска        | 1 : 3    | Холандија | Група 2               | 63.940 |

## Финале Купа УЕФА 1979.
| Датум         | Време (ЦЕТ) | Тим #1                 | Резултат | Тим #2        | Фаза                   | Посета |
| ------------- | ----------- | ---------------------- | -------- | ------------- | ---------------------- | ------ |
| 23. мај 1979. | 20:15       | Борусија Менхенгладбах | 1 : 0    | Црвена звезда | Финале Купа УЕФА 1979. | 45.000 |